# Corinzia (unità periferica)
La Corinzia (in greco Κορινθία?) è una delle cinque unità periferiche del Peloponneso, una delle tredici periferie (in greco περιφέρειες?, perifereies - regione amministrativa) della Grecia. Il capoluogo è la città di Corinto.

## Prefettura
La Corinzia era una prefettura della Grecia, abolita a partire dal 1º gennaio 2011 a seguito dell'entrata in vigore della riforma amministrativa detta piano Kallikratis
La riforma amministrativa ha anche modificato la struttura dei comuni che ora si presenta come nella seguente tabella:
| Nuovo comune             | Vecchio comune     | Sede        |
| ------------------------ | ------------------ | ----------- |
| Corinto (Korinthos)      | Assos-Lecheo       | Corinto     |
| Corinto (Korinthos)      | Corinto            | Corinto     |
| Corinto (Korinthos)      | Saronikos          | Corinto     |
| Corinto (Korinthos)      | Solygeia           | Corinto     |
| Corinto (Korinthos)      | Tenea              | Corinto     |
| Loutraki-Agioi Theodoroi | Agioi Theodoroi    | Loutraki    |
| Loutraki-Agioi Theodoroi | Loutraki-Perachora | Loutraki    |
| Nemea                    | Nemea              | Nemea       |
| Sykiona                  | Feneos             | Kiato       |
| Sykiona                  | Sykiona            | Kiato       |
| Sykiona                  | Stymfalia          | Kiato       |
| Velo-Vocha               | Velo               | Zevgolateio |
| Velo-Vocha               | Vocha              | Zevgolateio |
| Xylokastro-Evrostini     | Evrostini          | Xylokastro  |
| Xylokastro-Evrostini     | Xylokastro         | Xylokastro  |

## Precedente suddivisione amministrativa
Dal 1997, con l'attuazione della riforma Kapodistrias, la prefettura di Corinzia era suddivisa in 15 comuni
| Comuni             | Codice YPES | Sede        | CAP    |
| ------------------ | ----------- | ----------- | ------ |
| Agioi Theodoroi    | 3001        |             | 200 03 |
| Assos-Lecheo       | 3002        | Perigiali   | 200 11 |
| Corinto            | 3006        |             | 201 00 |
| Evrostini          | 3005        | Derveni     | 200 09 |
| Feneos             | 3015        | Gkoura      | 200 14 |
| Loutraki-Perachora | 3007        | Loutraki    | 203 00 |
| Nemea              | 3008        |             | 205 00 |
| Saronikos          | 3010        | Athikia     | 200 05 |
| Sykiona            | 3011        | Kiato       | 202 00 |
| Solygeia           | 3012        | Sofiko      | 200 04 |
| Stymfalia          | 3013        | Kalianoi    | 200 16 |
| Tenea              | 3014        | Chiliomodi  | 200 08 |
| Velo               | 3003        |             | 200 02 |
| Vocha              | 3004        | Zevgolateio | 200 01 |
| Xylokastro         | 3009        |             | 204 00 |